# Jamie Hewlett
Jamie Christopher Hewlett (Horsham, 3 aprile 1968) è un fumettista, character designer e animatore britannico.

## Biografia

### Anni '80 e '90
Dopo aver completato la formazione scolastica, Hewlett inizia a lavorare per la Wardour Street studios dell'animatore Bob Godfrey, periodo in cui lavora al franchise televisivo Thames Television. Dal 1988 è coautore e cofondantore della rivista fumettistica Deadline, regolarmente pubblicata in edicola fino al 1995; all'interno dell'opera, Hewlett cura in particolare la serie di Tank Girl.
Viene coinvolto contestualmente nella realizzazione di illustrazioni per altri fumetti, contribuendo a molte opere di successo nel corso degli anni '90, collaborando con importanti case editrici come la DC. Nel 1995 viene realizzato il film Tank Girl. Realizza successivamente un'altra mini serie a fumetti sul personaggio, la quale viene distribuita dalla DC. In seguito alla chiusura di Deadline, per alcuni anni Hewlet si dedica prevalentemente a serie animate per bambini.

### Anni 2000 e decenni successivi
Nel 2001, insieme all'amico musicista Damon Albarn (già frontman della nota band inglese Blur) dà inizio al progetto di una cartoon band, dando vita ai Gorillaz. Hewlett ha così disegnato ed animato i quattro membri virtuali della band che sono Stuart 2D Pot, Murdoc Niccals, Russel Hobbs e Noodle ed ha anche diretto i video musicali della cartoon band. Il progetto musicale ottiene un notevole successo commerciale e mediatico, arrivando a vendere oltre 27 milioni di dischi e venire incoronati come la "band musicale virtuale di maggior successo di sempre". Grazie all'attività svolta per i Gorillaz, Hewlett viene definito "designer dell'anno 2006" nell'ambito del Design Museum, oltre a venire premiato anche come "autore musicale dell'anno" insieme ad Albarn agli Ivor Novello Awards 2006.
Parallelamente ai Gorillaz, Hewlett lavora ad altri progetti musicali con lo stesso Albarn (tra cui lo spettacolo teatrale Monkey: Journey to the West). Ritorna successivamente a lavorare anche in televisione: fra gli altri lavori, nel 2008 cura alcuni animazioni utilizzate dalla BBC come introduzioni delle Olimpiadi di Pechino e nel 2017 una serie animata di 10 episodi intitolata Humanz.

## Opere
- Tank Girl (con Alan Martin, in Deadline, 1988–1995)
- Judge Dredd: "Spock's Mock Chocs" (con Alan Grant e Brendan McCarthy, in 2000 AD #614, 1989, e nella collana Judge Dredd: The Complete Case Files Volume 12, October 2008)
- Sooner or Later: "Swifty's Return" (con writer Peter Milligan, in 2000 AD #614–617, 1989)
- King Pant (con Philip Bond, in A1 #2, Atomeka Press, 1989, ISBN 1-871878-11-X
- Hellcity (con Alan Martin, in A1 #4, Atomeka Press, 1990, ISBN 1-871878-56-X
- Hell City II (con Alan Martin, in A1 True Life Bikini Confidential, Atomeka Press, 1990, ISBN 1-871878-69-1
- Hewligan's Haircut (con Peter Milligan, in 2000 AD #700–707, 1990, collected in Hewligan's Haircut hardcover, August 2003)
- Doom Patrol #50 (con Grant Morrison, Vertigo, December 1991, e nella collana Doom Patrol Volume 4: Musclebound, August 2006)
- Tank Girl: She's Fucking Great (in A1 #6, Atomeka Press, 1992)
- King Leon (con Peter Milligan, in A1 #2–4, Epic Comics, 1992)
- Tank Girl: The Odyssey (con Peter Milligan, 4-issue mini-series, Vertigo, 1995)
- Get the Freebies (in The Face Vol. 2 #94 - Vol. 3 #5, 1996-1997)